# Mauro Caviezel
Mauro Caviezel, född 18 augusti 1988, är en schweizisk alpin skidåkare som vann bronsmedalj i alpin kombination vid världsmästerskapen i alpin skidsport 2017.
Caviezel deltog vid olympiska vinterspelen 2014 där hans bästa placering blev en 28:e plats i storslalom.